# 蔡家镇 (梨树县)
蔡家镇，是中华人民共和国吉林省四平市梨树县下轄的一个乡镇级行政单位。

## 行政区划
蔡家镇下辖以下地区：
蔡家小站社区、爱国村、蔡家村、横道子村、敬友村、拉腰子村、马家村、孟家村、娘娘庙村、下坎子村、新村和姚家村。

## 交通
京哈铁路：蔡家站